# 핫토리역 (오카야마현)
핫토리역(일본어: 服部駅)은 일본 오카야마현 소자시에 위치한 서일본 여객철도 기비 선의 철도역이다. 1면 1선의 구조를 갖춘 지상역이다.

## 이용 현황
| 승차 인원 추이 | 승차 인원 추이 |
| 연도           | 1일 평균       |
| -------------- | -------------- |
| 1999           | 611            |
| 2000           | 615            |
| 2001           | 608            |
| 2002           | 624            |
| 2003           | 647            |
| 2004           | 642            |
| 2005           | 654            |
| 2006           | 630            |
| 2007           | 663            |
| 2008           | 705            |
| 2009           | 706            |
| 2010           | 736            |
| 2011           | 759            |
| 2012           | 770            |
| 2013           | 796            |
| 2014           | 780            |

## 역 주변
- 국도 제180호선 · 국도 제429호선

## 역사
- 1908년 4월 20일 : 주고쿠 철도 기비 선의 아시모리 - 소자 간에 신설 개업.
- 1944년 6월 1일 : 주고쿠 철도의 철도 부문이 국유화되어, 국유철도 기비 선의 역이 된다.
- 1968년 10월 1일 : 무인역화.
- 1987년 4월 1일 : 일본국유철도 분할 민영화에 의해, 서일본 여객철도가 승계.
- 2007년 7월 18일 : ICOCA 대응의 간이형 자동 개찰기 설치.

## 인접 역
| 서일본 여객철도 기비 선 | 서일본 여객철도 기비 선 | 서일본 여객철도 기비 선 |
| ----------------------- | ----------------------- | ----------------------- |
| 아시모리 오카야마 방면  | ■ 기비 선               | 히가시소자 소자 방면    |